# Latinistik
Latinistik oder lateinische Philologie ist die Wissenschaft von der lateinischen Sprache und Literatur.
Sie ist eine Nachbardisziplin der Gräzistik (griechische Sprach- und Literaturwissenschaft) und eine Unterdisziplin der Klassischen Philologie. Latinistik zählt zu den Klassischen Altertumswissenschaften.

## Studiengang
Lateinische Philologie ist ein Universitätsstudiengang, der in Deutschland und Österreich üblicherweise zum Lehramt führt, aber auch mit dem wissenschaftlichen Abschluss Magister artium (M.A.) beendet werden kann. Im Rahmen des Bologna-Prozesses laufen die Magisterstudiengänge aus und werden durch Baccalaureus/Bachelor-Studiengänge ersetzt, auf die ein Master/Magister-Studiengang aufbauen kann. In einigen Bundesländern gilt dies auch schon für das Lehramtsstudium.
Das Hochschulstudium der Latinistik soll zum umfassenden Erwerb von Sprach- und Literaturkenntnissen führen und die zugehörigen historischen Bezüge herstellen. Es vermittelt auch die – im schulischen Lateinunterricht normalerweise nicht erworbene – aktive Beherrschung der lateinischen Sprache, zumindest schriftlich (sogenannte Stilübungen). Daneben versteht sich die universitäre Latinistik vor allem in der Forschung auch als Literaturwissenschaft, die die lateinischen Texte zu analysieren und zu interpretieren versucht.

## Gegenstand
An den meisten Universitäten unterteilt sich die Latinistik in zwei Bereiche: Während die Mehrzahl der Latinisten die antike lateinische Literatur und Sprache behandelt, haben sich andere auf mittel- und neulateinische Werke spezialisiert. Jene Latinisten, die sich als Altertumskundler verstehen, bearbeiten die Werke der römischen Zeit, beginnend mit den frühesten überlieferten Texten (seit dem 3. Jahrhundert v. Chr.). Der Schwerpunkt liegt dabei traditionell auf den als „klassisch“ empfundenen Autoren der ausgehenden Republik und der frühen Kaiserzeit (wie Cicero, Sallust, Vergil, Ovid, Horaz), der so genannten Goldenen Latinität, sowie auf einigen Werken des späteren 1. und frühen 2. Jahrhunderts n. Chr. (wie Seneca, Lukan, Statius, Plinius, Tacitus, Juvenal), der Zeit der Silbernen Latinität. Ähnlich wie die Althistoriker haben sich Latinisten aber in den letzten Jahren verstärkt auch spätantiken lateinischen Texten aus dem 3. bis 6. Jahrhundert (zum Beispiel Claudian, Augustinus, Boethius, Gorippus) zugewandt, wobei der Übergang zur mittellateinischen Literatur fließend ist und spätestens im 8. Jahrhundert als abgeschlossen angesehen werden kann. Die neulateinische Literatur setzt dann im 14./15. Jahrhundert mit dem Humanismus ein und ist Arbeitsgebiet der Neulateinischen Philologie.